# 방패

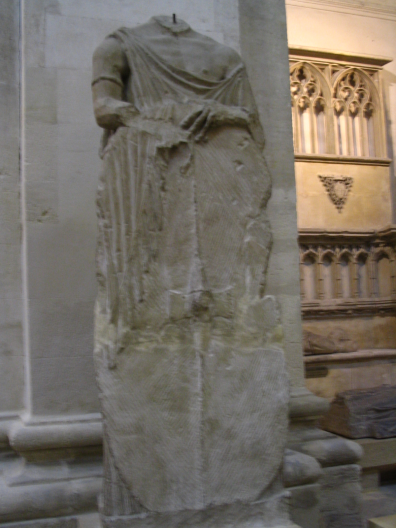
갈리아 사람들의 방패.

방패(防牌)는 상대의 공격을 도중에 차단함으로써 사용자를 보호하는 방어구이다. 방패는 손에 쥐는 도구이므로, 갑옷이나 방탄 조끼와 쉽게 구별된다.
방패는 손에 쥐는 개인 갑옷으로, 손목이나 팔뚝에 묶일 수도 있고 묶지 않을 수도 있다. 방패는 근거리 무기나 화살과 같은 발사체 등의 특정 공격을 능동 블록을 통해 차단하고 전투 중에 하나 이상의 교전선을 폐쇄하여 수동적 보호를 제공하는 데 사용된다.
방패는 사용자의 몸 전체를 보호하는 대형 패널부터 백병전용으로 제작된 소형 모델(예: 버클러)에 이르기까지 크기와 모양이 매우 다양하다. 방패는 두께도 매우 다양하다. 일부 방패는 창과 석궁 화살의 충격으로부터 군인을 보호하기 위해 상대적으로 깊고 흡수성이 뛰어난 나무 판자로 만들어졌지만 다른 방패는 더 얇고 가벼워 주로 칼날 공격을 반사하도록 설계되었다(예: 로로마라우기 또는 카우아타). 마지막으로 방패는 둥근 정도, 각도, 비례적인 길이와 너비, 대칭 및 모서리 패턴에 이르기까지 모양이 크게 다르다. 다양한 모양은 보병이나 기병을 위한 최적의 보호를 제공하고, 휴대성을 향상시키며, 선박 보호 또는 무기 등과 같은 2차 용도를 제공한다.
선사시대와 초기 문명 시대에 방패는 나무, 동물 가죽, 갈대 또는 고리버들로 엮어 만들어졌다. 고전 고대, 야만인 침략 및 중세 시대에는 일반적으로 포플러 나무, 석회 또는 기타 갈라짐 방지 목재로 구성되었으며 경우에 따라 가죽이나 생가죽과 같은 재료로 덮고 종종 금속 보스, 테두리 또는 밴딩. 그들은 보병, 기사, 기병대에 의해 운반되었다.
시간과 장소에 따라 방패는 원형, 타원형, 정사각형, 직사각형, 삼각형, 양순형 또는 부채꼴 모양이 될 수 있다. 때때로 그들은 연이나 다리미의 형태를 취하거나 전투에 사용할 때 들여다 볼 수 있도록 눈 구멍이 있는 직사각형 바닥에 둥근 꼭대기를 가지고 있었다. 방패는 중앙 그립이나 스트랩으로 고정되었으며, 일부는 사용자의 팔 위로 또는 주위로 이동하고 하나 이상은 손으로 잡는다.
종종 방패는 군대나 부족을 보여주기 위해 색칠된 패턴이나 동물 표현으로 장식되었다. 이러한 디자인은 중세 시대에 전장 식별을 목적으로 체계화된 문장 장치로 발전했다. 화약과 총기가 전장에 도입된 후에도 특정 집단에서는 방패를 계속 사용했다. 예를 들어, 18세기에 스코틀랜드 하이랜드 전사들은 타지라고 알려진 작은 방패를 휘두르는 것을 좋아했고, 19세기 말까지 산업화되지 않은 일부 민족(예: 줄루족 전사)은 전쟁을 벌일 때 이를 사용했다.
20세기와 21세기에는 대테러 활동, 인질 구출, 폭동 진압, 포위 파괴 등을 전문으로 하는 군대와 경찰 부대에서 방패가 사용되었다.

## 고대의 방패
최초의 방패는 상대의 근접 무기와 발사체를 막기 위해 고안되었다. 방패는 시대와 장소를 가리지 않고 세계적으로 사용되었다. 방패를 금속으로 제작하는 경우도 있었지만 매우 무거워지는 단점이 있으므로 목재와 동물 가죽을 조합하여 만드는 경우가 대부분이었다. 고리버들 혹은 거북이 등껍질 등 희귀한 재료들도 많이 사용되었다. 현재까지 남아 있는 많은 방패들을 보면 금속제 방패는 실전용이라기보다는 의식용에 가까워 보인다.
가볍게 무장한 전사들은 속도에 의존하는 경우가 많았기 때문에 작고 얇은 방패를 선호했다. 반면에 중무장한 부대들은 그들의 몸을 충분히 보호해 줄 수 있는 크고 무거운 방패를 선호했다. 많은 방패들이 "가이지"라고 불리는 끈을 달고 있었는데, 방패를 쓰지 않을 때는 이 끈으로 방패를 등 뒤에 매달고 다니거나 말등에 매달았다. 고대 그리스의 호플리테스들은 아스피스라고 불린 작은 원형 방패를 사용했다. 땅에 세울 수 있는 파비스 방패는 중세 시대에 석궁병들이 장전시간동안 스스로를 보호하기 위해 사용했다.
중무장한 로마 군단병들은 큰 직사각형의 방패, 스쿠타를 이용하여 스스로를 훨씬 더 안전하게 보호했다. 하지만 스쿠타는 무거워서 빠르게 움직이기 힘들었다. 로마인들은 그들의 방패를 이용하여 거북을 흉내낸 테스투도 대형(귀갑진형)을 이루어 화살 공격을 막았다. 귀갑진형을 보면 마치 느린 장갑차 같은 느낌을 준다.
고대의 방패들 대부분은 안쪽으로 파인 홈 같은 것이 있었는데, 그것은 방패의 벽을 형성하기 위한 것이다. 부대가 밀집하여 방패로 자신과 동료를 동시에 보호하고 창으로 적과 싸우는 전술에서 사용되었다.

## 중세의 방패
유럽의 중세 시대에는 카이트 실드가 사용되었다. 이 방패는 윗 부분이 둥글고 아래 부분은 뾰족하게 모인 모양이었다. 이런 모양의 방패는 말 위에서 사용하기 쉬웠고 내렸을 경우에도 다리를 움직이기 쉬운 장점이 있었다.
최전선에서 싸우는 병사들은 타워 실드를 사용했다. 중세 시대의 창은 고대보다 짧았기 때문에 더 확실한 방어책이 필요했고, 그래서 발명된 것이 사람 크기만한 타워 실드였다. 그 중 큰 것은 정말 사람 키만한 것도 있었다. 타워 실드 중 가장 작은 것도 인체의 3분의 2는 막을 수 있었다.
개인 무장과 갑옷이 비약적으로 발전되었기 때문에, 기사들은 고대보다 더 작은 방패를 사용했다. 히터 실드라고 알려진 이 방패는 뒤에 해럴드 방패로 진화하였는데, 이것은 현재 우리들이 아주 잘 알고 있는 모양의 방패이다. 부쉐라고 부르는 어떤 방패는 랜스를 위에 올려놓을 수 있도록 동그랗게 파인 부분이 있었다. 이것은 마상 시합에서 유용하게 사용된 방패였다.
당시의 보병 기사(말에서 내린 기사)들은 버클러를 사용하거나 아예 방패의 이점을 포기하고 양손 무기를 사용했다. 방패를 사용하지 않음으로써 그들은 공격력과 기동성을 확보할 수 있었다. 버클러는 작은 원형 방패인데, 지름이 20-40cm였다. 매우 작았기 때문에 버클러는 완전히 금속으로 만들 수 있는 몇 안되는 방패 중 하나였다. 작고 가벼웠기 때문에 사용하지 않을 때는 허리에 매달고 다녔다. 버클러로는 발사체를 거의 막을 수 없었기 때문에 근접전용으로만 사용했다. 중요한 것은, 버클러의 주 용도가 상대의 공격을 막는 것이 아니라 상대를 치는 것이었다는 점이다. 버클러는 "펀칭 실드"라는 별명으로 불렸는데, 상대가 투구를 쓰고 있더라도 안면을 버클러로 가격하여 기절시키거나 코를 부러뜨릴 수 있었기 때문이다. 버클러는 16세기까지 잘 사용되었다.
15세기에 독일식 방패 혹은 고딕 방패라고 불리는 것이 등장하면서 방패의 모양에 큰 변화가 생겼다. 고딕 방패는 어깨부터 무릎까지 보호할 수 있었고 좌우로는 인체를 전부 보호할 수 있었다. 윗 부분과 아랫 부분이 점점 좁아지는 모양새였기 때문에 타워 실드보다 훨씬 운반하기 쉬웠다. 그래서 이 방패의 착용자는 무기를 제대로 들고 다니면서도 방패를 사용할 수 있었다.

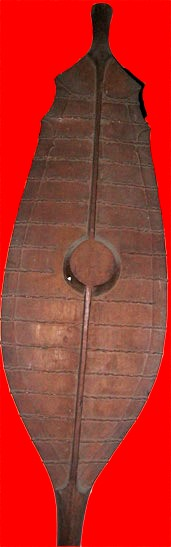
니아스 족의 의식용 방패.

## 근대의 방패
방패는 화약이 발명된 이후에도 사용되었다. 18세기에 스코틀랜드 부족들은 당시의 화약 무기를 막을 수 있는 작고 무거운 강철 방패, 타지를 들고 다녔다.
19세기에는 화약을 발명하지 못한 곳에서만 방패가 사용되었다. 줄루 전사들은 나무 한 장으로 만든 골격에다 물소 가죽을 덮어 씌운 가벼운 방패를 들고 다녔다. 곤봉이나 창과 함께 사용했다.

## 현대의 방패
요즘은 전 세계의 경찰들에 의해 방패가 다시 사용되고 있다. 현대의 방패는 두 가지 종류가 있다.
첫 번째는 방패들은 크고 느린 물체, 즉 돌멩이나 술병 같은 것들을 막기 위해 금속 혹은 합성 섬유로 만들어진 방패를 사용한다. 합성 섬유 방패들은 주로 투명하기 때문에 시야의 방해 없이 자유롭게 공격을 막을 수 있다. 금속으로 제작된 경우 시야를 확보하기 위해 역시 강화 유리로 된 눈구멍을 만들어 두었다.
두 번째는 탄환을 막기 위해 사용하는 것으로, 고급 합성 섬유인 케블라 등을 사용하였다. 이런 방탄 방패들은 주로 SWAT 같은 기동경찰들에 의해 사용된다. 특수 기동대는 거의 매일같이 위험한 총격전 상황이나 실내전에 돌입하기 때문에 방탄 방패가 꼭 필요하다.

## 공상과학 속의 방패
공상 과학 작가들은 많은 미래의 방패들을 상상해냈다. 그 중 대부분은 포스 필드라는 이름으로 불린다. 듄 시리즈에서는 개인용 방패로 사용되고, 스타 트렉에서는 함선용 방패로 사용된다. 방패 (공상 과학)을 참조하라.

## 같이 보기
- 아스피스
- 부클리예
- 방패 (문장학)
- 다리미꼴 방패
- 연꼴 방패
- 스캴드보르그